# Botanophila lactucaeformis
Botanophila lactucaeformis är en tvåvingeart som först beskrevs av Villeneuve 1923.  Botanophila lactucaeformis ingår i släktet Botanophila, och familjen blomsterflugor. Arten är reproducerande i Sverige.